# Ракель Ілонбе
Ракель Ілонбе (справжнє ім'я та прізвище — Ракель дель Позо Епіта) (ісп. Raquel Ilonbé; 1938, о. Кориско, Іспанська Гвінея — 1992, Мадрид, Іспанія) — поетеса і прозаїк Екваторіальної Гвінеї, фольклористка.

## Біографія
Мулатка. Народилася в змішаному шлюбі батька-іспанця і матері-гвінейки. У 1939 році її батько Анхель дель Посо, плантатор з острова Кориско вирушив до Іспанії, забравши з собою дочку. У провінції Бургос Ракель закінчила школу, потім навчалася в консерваторії грі на гітарі. Захоплювалася балетом, кілька разів їздила з батьком в Екваторіальну Гвінею, де у нього залишалися торгові підприємства. У 1968 році колонія отримала незалежність.
Вийшла заміж за свого земляка і разом з ним повернулася до Гвінеї. Жила на дві країни, поперемінно в Мадриді і в Баті, хоча відчувала себе, за власним визнанням, як у клітці, а Бата, столиця Екваторіальної Гвінеї поступово перетворювалася на арену, де правив жорстокий диктатор Франсиско Масіас Нгема, який призначив себе довічним президентом Гвінеї.
Померла в Мадриді в 1992 році.

## Творчість
Писала іспанською мовою.
Дебютувала зі збіркою віршів "Ceiba" в 1978 році в Мадриді, написаними між 1966 і 1978 роками. Використовувала псевдонім Ілонбе - прізвище клану, до якого поетеса належала по материнській лінії.
Автор ліричної поезії, в якій вражає відсутність політичного підтексту. Як противага жахів, що відбувалася у Гвінеї, її лірика відображає глибоку інтеграцію африканських та іспанських елементів творчості.
Дослідження відзначають відсутність у поетеси емігрантського світовідчуття, хоча основна тема творів-туга за своєю рідною країною, пошуки походження, ідентичності та прагнення до повернення в рідну Африку.
Крім того, в 1981 році вона опублікувала збірку гвінейських легенд і казок для дітей «Leyendas guineanas». Для збору матеріалу своєї книги, подорожувала по невідомих куточках Екваторіальної Гвінеї, збирала фольклор і зникомі усні народні традиції. Це перша дитяча книга в екватогвінейській літературі.

## Вибрані твори
- Ceiba (1978)
- Nerea
- Ausencia
- Amor
- Olvido
- Leyendas guineanas (1981)
- Ceiba II (2015).

## Пам'ять
У 2011 році культурний центр Іспанії в Малабо заснував премію імені Ракель Ілонбе.